# ديريك لامب
ديريك لامب (بالإنجليزية: Derek Lamb)‏ هو موسيقي وبروفيسور ومنتج أفلام وكاتب سيناريو ومخرج بريطاني، ولد في 20 يونيو 1936 في لندن في المملكة المتحدة، وتوفي في 5 نوفمبر 2005 في بولسبو في الولايات المتحدة بسبب سرطان.

## وصلات خارجية
- ديريك لامب على موقع IMDb (الإنجليزية)
- ديريك لامب على موقع ميوزك برينز (الإنجليزية)
- ديريك لامب على موقع أول موفي (الإنجليزية)
- ديريك لامب على موقع قاعدة بيانات الأفلام السويدية (السويدية)
- ديريك لامب على موقع ديسكوغز (الإنجليزية)
- ديريك لامب على موقع قاعدة بيانات الفيلم (الإنجليزية)
- ديريك لامب على موقع كينوبويسك (الروسية)